# Alesha Dixon

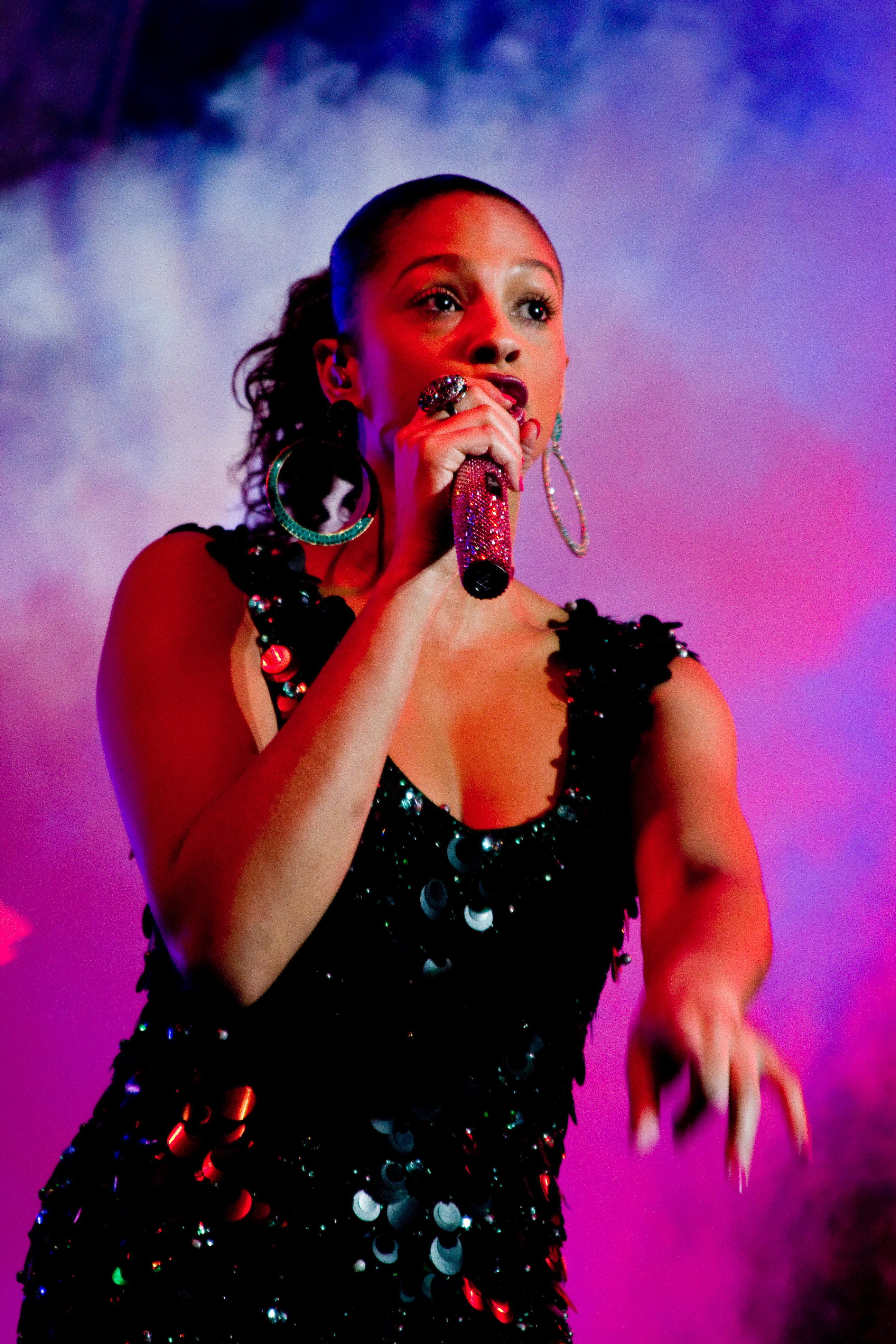
Alesha Dixon (2008)

Alesha Anjanette Dixon (* 7. Oktober 1978 in Welwyn Garden City, Hertfordshire), auch nur als Alesha bekannt, ist eine englische Popsängerin und Tänzerin.

## Biografie
Bekannt wurde Alesha als Mitglied des R&B-Trios Mis-Teeq, die zwischen 2001 und 2003 mehrere Hits hatten. Nachdem sich die Gruppe 2005 aufgelöst hatte, versuchte sie eine Solokarriere zu starten, aber als ihre Debütsingle Lipstick in England nicht über Platz 14 hinauskam und die zweite Single nicht die Top 40 erreichte, stoppte die Plattenfirma Polydor ihr bereits fertig produziertes Album und beendete die Zusammenarbeit.
Danach war Dixon als Fotomodell in verschiedenen Zeitschriften wie FHM und Arena zu sehen und gewann 2007 die fünfte Staffel der Tanzshow Strictly Come Dancing mit ihrem Profi-Partner Matthew Cutler. Weitere Fernsehauftritte hatte sie als Moderatorin bei Musikpreisverleihungen und Jurorin bei Casting-Shows.
Im Sommer 2008 bekam Dixon einen neuen Plattenvertrag über vier Alben bei Asylum/Warner. Ihr zweites Album The Alesha Show wurde für eine Veröffentlichung im November 2008 produziert. Die Vorabsingle The Boy Does Nothing, ein Mambo-Song in Anlehnung an ihren Tanzerfolg, wurde ein Top-5-Hit und konnte sich auch international platzieren. Die zweite Single Breathe Slow erreichte Platz 3 in Großbritannien.
Am 3. Juli 2009 gab Alesha ihr bislang einziges Konzert in Deutschland als Solokünstlerin im Rahmen des Rheinland-Pfalz-Tages 2009 in Bad Kreuznach.
Seit 2012 ist Dixon Mitglied der Jury der britischen Castingshow Britain’s Got Talent.
2023 war sie Teil des Moderatorenteams des Eurovision Song Contests.

## Diskografie

### Alben
| Jahr | Titel           | Höchstplatzierung, Gesamtwochen, AuszeichnungChartplatzierungen (Jahr, Titel, Platzierungen, Wochen, Auszeichnungen, Anmerkungen) | Höchstplatzierung, Gesamtwochen, AuszeichnungChartplatzierungen (Jahr, Titel, Platzierungen, Wochen, Auszeichnungen, Anmerkungen) | Anmerkungen                                       |
| Jahr | Titel           | CH | UK | Anmerkungen                                       |
| ---- | --------------- | --- | --- | ------------------------------------------------- |
| 2006 | Fired Up        | — | — | Erstveröffentlichung: 6. November 2006 als Alesha |
| 2008 | The Alesha Show | CH69 (7 Wo.)CH | UK11 Platin · (32 Wo.)UK | Erstveröffentlichung: 24. November 2008           |
| 2010 | The Entertainer | — | UK84 (1 Wo.)UK | Erstveröffentlichung: 26. November 2010           |
| 2015 | Do It for Love  | — | UK81 (1 Wo.)UK | Erstveröffentlichung: 9. Oktober 2015             |

### Singles
| Jahr | Titel Album                             | Höchstplatzierung, Gesamtwochen, AuszeichnungChartplatzierungen (Jahr, Titel, Album, Platzierungen, Wochen, Auszeichnungen, Anmerkungen) | Höchstplatzierung, Gesamtwochen, AuszeichnungChartplatzierungen (Jahr, Titel, Album, Platzierungen, Wochen, Auszeichnungen, Anmerkungen) | Höchstplatzierung, Gesamtwochen, AuszeichnungChartplatzierungen (Jahr, Titel, Album, Platzierungen, Wochen, Auszeichnungen, Anmerkungen) | Höchstplatzierung, Gesamtwochen, AuszeichnungChartplatzierungen (Jahr, Titel, Album, Platzierungen, Wochen, Auszeichnungen, Anmerkungen) | Anmerkungen                                                         |
| Jahr | Titel Album                             | DE | AT | CH | UK | Anmerkungen                                                         |
| ---- | --------------------------------------- | --- | --- | --- | --- | ------------------------------------------------------------------- |
| 2006 | Lipstick Fired Up                       | — | — | — | UK14 (4 Wo.)UK | Erstveröffentlichung: 14. August 2006 als Alesha                    |
| 2006 | Knockdown Fired Up                      | — | — | — | UK45 (5 Wo.)UK | Erstveröffentlichung: 30. Oktober 2006 als Alesha                   |
| 2008 | The Boy Does Nothing The Alesha Show    | DE40 (8 Wo.)DE | AT34 (5 Wo.)AT | CH7 (26 Wo.)CH | UK5 Gold · (31 Wo.)UK | Erstveröffentlichung: 10. November 2008                             |
| 2009 | Breathe Slow The Alesha Show            | — | — | — | UK3 Gold · (25 Wo.)UK | Erstveröffentlichung: 9. Februar 2009                               |
| 2009 | Let’s Get Excited The Alesha Show       | — | — | — | UK13 (10 Wo.)UK | Erstveröffentlichung: 11. Mai 2008                                  |
| 2009 | To Love Again The Alesha Show           | — | — | — | UK15 (4 Wo.)UK | Erstveröffentlichung: 15. November 2009                             |
| 2010 | Drummer Boy The Entertainer             | — | — | — | UK15 (5 Wo.)UK | Erstveröffentlichung: 23. August 2010                               |
| 2010 | Take Control The Entertainer            | — | — | — | UK29 (3 Wo.)UK | Erstveröffentlichung: 31. Oktober 2010 Roll Deep feat. Alesha Dixon |
| 2010 | Radio The Entertainer                   | — | — | CH57 (1 Wo.)CH | UK46 (1 Wo.)UK | Erstveröffentlichung: 28. November 2010                             |
| 2011 | Every Little Part of Me The Entertainer | — | — | — | UK78 (1 Wo.)UK | Erstveröffentlichung: 27. Februar 2011 feat. Jay Sean               |
| 2012 | Do It Our Way (Play) –                  | — | — | — | UK53 (1 Wo.)UK | Erstveröffentlichung: 1. Januar 2012                                |

Weitere Singles
- 2015: The Way We Are
- 2015: Tallest Girl
- 2015: People Need Love
- 2016: Stop

## Auszeichnungen für Musikverkäufe
| Goldene Schallplatte - Australien - 2009: für die Single The Boy Does Nothing - Finnland - 2009: für die Single The Boy Does Nothing | 2× Platin-Schallplatte - Spanien - 2009: für die Single The Boy Does Nothing |

Anmerkung: Auszeichnungen in Ländern aus den Charttabellen bzw. Chartboxen sind in ebendiesen zu finden.
| Land/RegionAuszeichnungen für Musikverkäufe (Land/Region, Auszeichnungen, Verkäufe, Quellen) | Gold     | Platin     | Verkäufe  | Quellen             |
| -------------------------------------------------------------------------------------------- | -------- | ---------- | --------- | ------------------- |
| Australien (ARIA)                                                                            | Gold1    | —          | 35.000    | aria.com.au         |
| Finnland (IFPI)                                                                              | Gold1    | —          | 5.983     | ifpi.fi             |
| Spanien (Promusicae)                                                                         | —        | 2× Platin2 | 80.000    | elportaldemusica.es |
| Vereinigtes Königreich (BPI)                                                                 | 2× Gold2 | Platin1    | 1.100.000 | bpi.co.uk           |
| Insgesamt                                                                                    | 4× Gold4 | 3× Platin3 |           |                     |